# Ku przyszłości
Ku przyszłości – pierwszy singel zespołu Dezerter wydany przez Tonpress w 1983. Nagrań dokonano w „Studio Wawrzyszew” w Warszawie w 1983 roku. Ówczesny nakład płyty wyniósł około 35 000 egzemplarzy. Singiel znalazł się w całości na wydanym w USA przez niezależną wytwórnię Maximumrocknroll albumie Underground Out of Poland. W 2016 wydawnictwo muzyczne Antena Krzyku wydało reedycję singla.

## Lista utworów
| Nr | Tytuł utworu          | słowa               | muzyka        | Długość |
| -- | --------------------- | ------------------- | ------------- | ------- |
| 1. | „Ku przyszłości”      | Krzysztof Grabowski | Robert Matera | 3:00    |
| 2. | „Spytaj milicjanta”   | Krzysztof Grabowski | Robert Matera | 1:35    |
| 3. | „Szara rzeczywistość” | Krzysztof Grabowski | Robert Matera | 2:00    |
| 4. | „Wojna głupców”       | Krzysztof Grabowski | Robert Matera | 2:10    |
|    |                       |                     |               | 8:45    |

## Skład
- Dariusz Hajn – wokal
- Robert Matera – gitara, wokal
- Dariusz Stepnowski – gitara basowa
- Krzysztof Grabowski – perkusja